# Idi Amin
Idi Amin Dada Oumee (Koboko o Kampala, 30 de mayo de 1928-Yeda, Arabia Saudita; 16 de agosto de 2003) fue un oficial militar ugandés que ejerció como presidente de Uganda entre 1971 y 1979. Su gobierno dictatorial le ha llevado a ser denominado como «El carnicero de Uganda», pues es considerado uno de los déspotas más crueles de la Historia.
Amin se unió en 1946 al regimiento colonial británico, los Fusileros Africanos del Rey. Ascendió al grado de teniente y participó en las operaciones británicas contra los rebeldes somalíes en la guerra de Shifta y después en la rebelión del Mau Mau en Kenia. Tras la independencia de Uganda del Reino Unido en 1962, continuó en las fuerzas armadas y ascendió a mayor antes de ser nombrado comandante del Ejército en 1965. Informado de que el presidente Milton Obote planeaba arrestarlo por apropiación indebida de fondos del ejército, Amin tomó el poder en un golpe de Estado en enero de 1971 y se nombró a sí mismo presidente.
Durante sus años en el poder, Amin pasó de la lealtad a occidente y de recibir un apoyo firme de Israel a ser respaldado después por la Libia de Muamar el Gadafi, la Unión Soviética y Alemania Oriental. Entre 1975 y 1976 Amin ejerció de presidente de la Organización para la Unidad Africana, un grupo panafricanista diseñado para promover la solidaridad de los Estados africanos. De 1977 a 1979 Uganda estuvo en el punto de mira de la Comisión de Derechos Humanos de las Naciones Unidas. En 1977, después de la retirada de Uganda de los dos últimos diplomáticos británicos, Amin declaró que había vencido a los británicos y añadió a su título las siglas «CBE», por «Conqueror of British Empire» (en español, «Conquistador del Imperio Británico»). Radio Uganda anunció entonces que su título completo era: «Su Excelencia el presidente vitalicio, mariscal de campo Alhaji Dr. Idi Amin Dada, VC, DSO, MC, CBE».
La disidencia interna ugandesa y el intento de Amin de anexionar la región de Kagera de Tanzania en 1978 llevó a la guerra tanzano-ugandesa y la posterior caída de su régimen. Amin huyó al exilio, primero en Libia y desde 1980 en Arabia Saudita, donde vivió hasta su muerte el 16 de agosto de 2003. El gobierno de Amin se caracterizó por el abuso flagrante de los derechos humanos, la represión política, la persecución étnica, los asesinatos extrajudiciales, el nepotismo, la corrupción y la mala gestión económica. El número de víctimas de su régimen oscila entre cien mil y quinientas mil, según los cálculos de observadores internacionales y grupos de derechos humanos.

## Primeros años
Amin nunca escribió una autobiografía ni dio su autorización para que se hiciera una versión oficial de su vida, por lo que existen discrepancias sobre cuándo y dónde nació. La mayoría de fuentes biográficas sostienen que nació en Koboko o Kampala hacia el año 1925, pero otras fuentes no confirmadas afirman que pudo nacer en 1923 o en 1928. De acuerdo con Fred Guweddeko, un investigador de la Universidad Makerere, Idi Amin era hijo de Andreas Nyabire (1889-1976), un miembro de la tribu kakwa que se convirtió del catolicismo al islam en 1910 y cambió su nombre por el de Amin Dada, patronímico con el que bautizó a su hijo. Abandonado por su progenitor siendo muy joven, Idi Amin se crio con la familia de su madre en un pueblo agrícola del noroeste de Uganda. Guweddeko sostiene que la madre de Amin se llamaba Assa Aatte (1904–1970), pertenecía a la tribu lugbara, era herborista y había tratado a miembros de la realeza de Buganda. Amin ingresó en la escuela islámica de Bombo en 1941, donde estudió unos años, hasta que la dejó en cuarto grado de idioma inglés. Trabajó en diferentes sitios antes de ser reclutado por un oficial del ejército colonial británico.

## Ejército colonial británico
| Fusileros Africanos del Rey | Fusileros Africanos del Rey |
| --------------------------- | --- |
| 1946                        | Ingresa en los Fusileros Africanos del Rey                                                                                               |
| 1947                        | Soldado raso |
| 1952                        | Cabo |
| 1953                        | Sargento |
| 1958                        | Sargento mayor (como comandante de pelotón)                                                                                              |
| 1959                        | Efendi (Suboficial) |
| 1961                        | Teniente (uno de los dos primeros oficiales ugandeses)                                                                                   |
| Ejército de Uganda          | |
| 1962                        | Capitán |
| 1963                        | Mayor |
| 1964                        | Delegado del comandante del ejército |
| 1965                        | Coronel, Comandante del ejército |
| 1968                        | General |
| 1971                        | Jefe de Estado Presidente del Consejo de Defensa Comandante en jefe de las fuerzas armadas Jefe del Estado Mayor del Ejército y del Aire |
| 1975                        | Mariscal de campo |

Amin se alistó en los "Fusileros africanos del Rey" (en inglés King's African Rifles o KAR) del ejército colonial británico en 1946 como pinche de cocina. Afirmó que se vio obligado a alistarse en el ejército durante la Segunda Guerra Mundial y que sirvió en la campaña de Birmania, pero los registros indican que se alistó solamente tras el fin del conflicto. Fue trasladado a Kenia como soldado de infantería en 1947 y sirvió en el 21.er Batallón de Infantería de los KAR en Gilgil (Kenia) hasta 1949, año en que su unidad fue desplegada en Somalia para combatir a los rebeldes shifta. En 1952 su brigada fue enviada a luchar contra la rebelión del Mau Mau en Kenia. Poco después Amin fue ascendido a cabo y al año siguiente a sargento.
En 1959 Amin fue ascendido a efendi (suboficial), la más alta graduación posible en la época para un negro africano en el ejército colonial británico. Volvió a Uganda el mismo año y en 1961 fue ascendido a teniente, convirtiéndose en uno de los dos primeros ugandeses que conseguían llegar a oficial. Fue entonces asignado a combatir el robo de ganado entre los karamojong ugandeses y los nómadas turkana de Kenia. En 1962, tras la independencia de Uganda de Gran Bretaña, Amin fue ascendido a capitán y, en 1963, a comandante. Tan solo un año después era segundo en la cadena de mando del ejército.
Idi Amin fue un activo atleta durante su etapa en los ejércitos británico y ugandés. Con 1,93 m de altura y una complexión robusta, fue campeón de Uganda de boxeo de peso semipesado desde 1951 a 1960, además de nadador y un formidable delantero de rugby que jugó en el equipo Nile RFC. Sin embargo, un oficial dijo de él: «Idi Amin es un tipo espléndido y un buen jugador de rugby, pero no es muy inteligente y necesita que las cosas se le expliquen con palabras claras». Existe una leyenda urbana frecuentemente repetida que afirma que fue seleccionado como reserva por el equipo de rugby East Africa para el partido contra los Leones Británico-irlandeses en 1955, pero la historia está totalmente infundada porque Amin no aparece ni en la fotografía del equipo ni en la lista oficial de convocados, además de que no se permitieron reservas en el rugby internacional hasta trece años después de dicho encuentro.

## Jefe del ejército

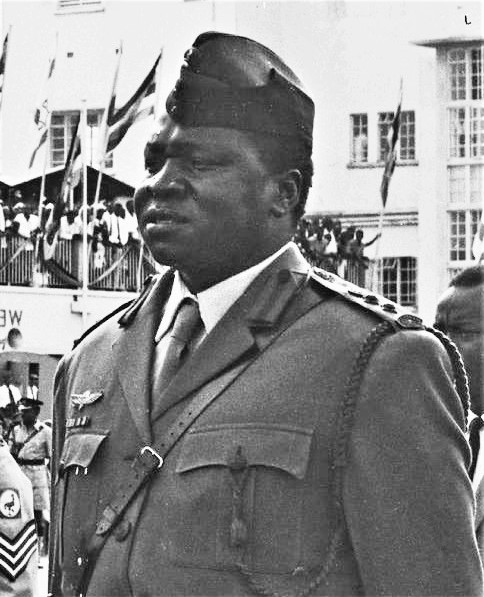
Amin como Jefe del Ejército en Entebbe en 1966.

En 1965 el primer ministro de Uganda Milton Obote y Amin estuvieron implicados en un acuerdo para el contrabando de marfil y oro entre Uganda y Zaire. El reparto, como más tarde denunció el general Nicholas Olenga, un socio del exlíder congoleño Patrice Lumumba, era parte de un acuerdo para ayudar a las tropas opuestas al gobierno congoleño, en el que se conseguía marfil y oro a cambio del suministro secreto de armas de contrabando por parte de Amin. En 1966 el parlamento de Uganda exigió una investigación. Obote impuso una nueva constitución que abolía la presidencia ceremonial del kabaka (rey) Mutesa II de Buganda, y se declaró a sí mismo presidente ejecutivo. Ascendió a Amin a coronel y jefe del ejército, y este se encargó de dirigir un ataque al palacio del Kabaka y forzó a Mutesa a exiliarse en el Reino Unido, donde permaneció hasta su muerte en 1969.
Idi Amin comenzó a reclutar miembros de las etnias kakwa, lugbara y nuba, y de otros grupos de la región del Nilo Occidental, en la frontera con Sudán. Los nubios habían residido en Uganda desde principios del siglo XX pues habían venido desde Sudán para servir en el ejército colonial. Muchos grupos étnicos del norte ugandés habitaban tanto en Uganda como en Sudán, y existen denuncias de que el ejército de Amin estuvo compuesto principalmente por soldados sudaneses.

## Toma del poder

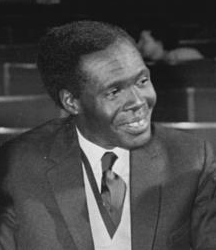
Milton Obote, segundo presidente de Uganda, fue depuesto por Amin en un golpe de Estado en 1971.

Idi Amin y Milton Obote acabaron por distanciarse debido a los apoyos que Amin se había creado en el ejército con los reclutas de la región del Nilo Occidental, a su implicación en operaciones de apoyo a la rebelión en el sur de Sudán y a un atentado contra la vida de Obote en 1969. En octubre de 1970 Obote se hizo con el control de las fuerzas armadas y degradó a Amin de comandante de todas las fuerzas armadas a comandante del ejército.
Enterado de que Obote planeaba arrestarlo por malversación de fondos del ejército, Amin tomó el poder en un golpe militar el 25 de enero de 1971 aprovechando que el primer ministro había viajado a una cumbre de la Commonwealth en Singapur. Las tropas leales a Amin cerraron el Aeropuerto Internacional de Entebbe, la principal arteria de acceso a Uganda, y tomaron Kampala. Los soldados rodearon la residencia de Obote y bloquearon las principales carreteras. Una emisión de Radio Uganda, vitoreada por miles de personas en las calles de Kampala, acusó al gobierno de Obote de corrupción y de dispensar un trato preferencial a la región de Lango. Amin anunció que él era un soldado, no un político, y que el gobierno militar se mantendría solo como un régimen provisional hasta las nuevas elecciones, que se anunciarían cuando la situación se normalizara. También prometió poner en libertad a todos los presos políticos.
Durante los primeros años de su mandato, Idi Amin contó con las simpatías del pueblo. Sus orígenes humildes, su capacidad para hablar varias lenguas del país y su carisma, sumados a la impopularidad del anterior gobernante permitieron que el nuevo régimen fuera recibido con entusiasmo y su persona considerada como un hombre del pueblo. Idi Amin le celebró al antiguo presidente y rey de Buganda, el ya fallecido en el exilio sir Edward Mutesa II, un funeral de estado en abril de 1971. También liberó a numerosos presos políticos y reiteró su promesa de celebrar unas elecciones libres y justas para devolver al país a la democracia lo antes posible. Pero pronto introdujo otras medidas de carácter represivo para garantizar la permanencia de su gobierno, suspendiendo el parlamento, prohibiendo los partidos políticos, desmantelando el gobierno local, nombrando oficiales militares como gobernadores provinciales y debilitando el sistema judicial.

## Presidencia

### Creación de un gobierno militar
El 2 de febrero de 1971, una semana después del golpe de Estado, Amin se nombró a sí mismo presidente de Uganda, comandante en jefe de las fuerzas armadas y jefe de los estados mayores del ejército de tierra y del aire. Anunció que iba a suspender algunas disposiciones de la constitución de Uganda y enseguida estableció un Consejo Asesor de Defensa compuesto por oficiales del ejército y presidido por él. Colocó los tribunales militares por encima del sistema de derecho civil, nombró a soldados para los más altos puestos en el gobierno y en las empresas públicas e informó a los nuevos ministros civiles que estarían sujetos a la disciplina militar. También renombró el complejo presidencial, la Casa de Gobierno de Kampala, como «El Puesto de Comando». Asimismo, disolvió la Unidad de Servicio General (GSU), una agencia de inteligencia creada por el anterior gobierno, y la remplazó por la Oficina de Investigación de Estado (SRB), cuyo cuartel general en el suburbio Nakasero de Kampala se convirtió en lugar de torturas y ejecuciones en los siguientes años. Otras agencias gubernamentales también fueron usadas para acabar con la disidencia política, como la policía militar y la Unidad de Seguridad Pública (PSU).
Obote, por su parte, se refugió en Tanzania, cuyo presidente Julius Nyerere le había ofrecido asilo, y allí se le unieron pronto unos 20 000 refugiados ugandeses que habían huido de Amin. Los exiliados intentaron retomar el país en 1972 con un golpe de Estado pobremente organizado.

### Persecución de etnias y otros grupos
Amin tomó represalias contra el intento de invasión de Uganda por los exiliados en 1972 con la purga del ejército de los partidarios de Obote, predominantemente de miembros procedentes de los grupos étnicos acholi y lango. En julio de 1971 los soldados acholi y lango fueron masacrados en los cuarteles de Jinja y Mbarara, y para inicios de 1972 unos 5000 militares y al menos el doble de civiles de esas etnias había desaparecido. Las víctimas pronto comenzaron a incluir miembros de otros grupos étnicos, líderes religiosos, periodistas, artistas, altos ejecutivos, jueces, abogados, homosexuales, estudiantes e intelectuales, presuntos delincuentes y extranjeros. En esta atmósfera de violencia mucha gente fue asesinada por motivos criminales o por simple placer.
Los asesinatos, motivados por factores étnicos, políticos y financieros, continuaron a lo largo de los ocho años de dictadura de Amin, aunque el número exacto de víctimas es desconocido. La Comisión Internacional de Juristas estimó que la cifra de muertos no era inferior a 80 000 y que muy probablemente rondara los 300 000. Una estimación elaborada por organizaciones en el exilio con la ayuda de Amnistía Internacional eleva el número de muertos a 500 000. Algunos de los asesinados más destacados fueron Benedicto Kiwanuka, antiguo primer ministro y jefe de la justicia, Janani Luwum, el arzobispo anglicano, Joseph Mubiru, antiguo gobernador del banco central de Uganda, Frank Kalimuzo, vicerrector de la Universidad Makerere, Byron Kawadwa, un destacado dramaturgo, y dos de los ministros del propio gabinete de Amin, Wilson Oryema y Charles Oboth Ofumbi.
El aliado de Idi Amin, Muamar el Gadafi, le aconsejó expulsar a los "asiáticos" de Uganda. En agosto de 1972 Amin declaró lo que él llamó una «guerra económica», un conjunto de políticas que incluían la expropiación de propiedades pertenecientes a asiáticos y europeos. 80 000 asiáticos de Uganda fueron expulsados, la mayoría con ancestros del subcontinente indio y nacidos en el país africano pues sus antepasados habían llegado a Uganda cuando esta era una colonia británica. Muchos indo-ugandeses eran grandes comerciantes y propietarios de prósperos negocios, incluidas grandes empresas que componían la columna vertebral de la economía del país africano. El 4 de agosto de 1972 Amin emitió un decreto ordenando la expulsión de 60 000 asiáticos que no eran ciudadanos de Uganda (la mayoría de ellos tenían pasaportes británicos), decreto que más tarde recibió una enmienda para incluir a los 80 000 "asiáticos ugandeses", con la única excepción de profesionales como médicos, abogados y maestros. La mayoría de "asiáticos con pasaporte británico", unos 30 000 individuos de origen indio, emigraron al Reino Unido, otros se fueron a Australia, Canadá, India, Kenia, Pakistán, Suecia, Tanzania o los EE. UU. Amin expropió empresas y propiedades pertenecientes a los "asiáticos" y se las entregó a sus seguidores, pero los negocios fueron muy mal gestionados y las industrias colapsaron por falta de jefes y empleados realmente capacitados, lo que resultó desastroso para una economía ya en declive.

### Relaciones internacionales

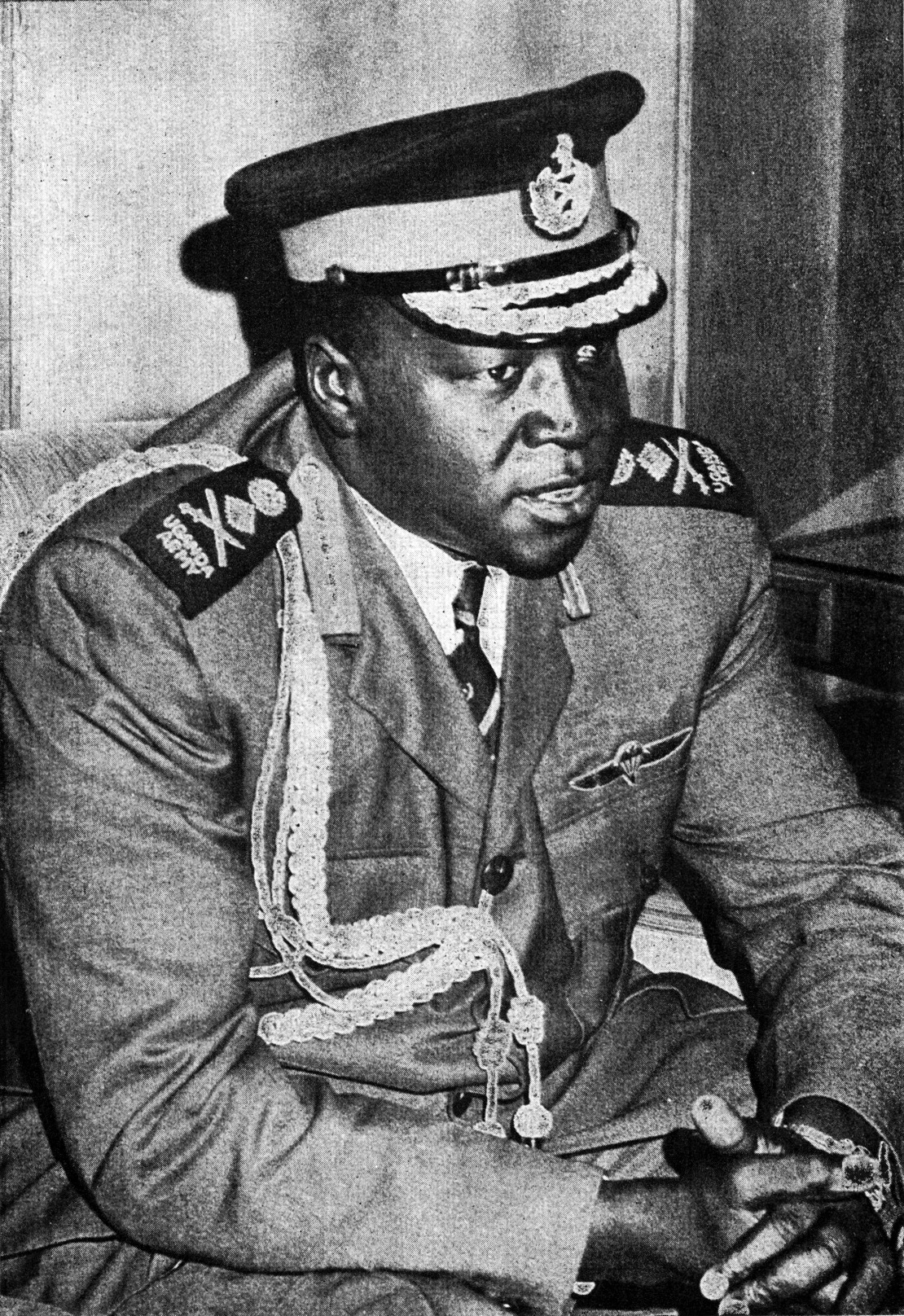
Idi Amin en 1973.

Después de la expulsión de los asiáticos de Uganda en 1972, la mayoría de los cuales eran de origen indio, el gobierno de India presidido por Indira Gandhi rompió relaciones diplomáticas con Uganda en señal de protesta. El mismo año, como parte de su «guerra económica», Amin rompió relaciones diplomáticas con Gran Bretaña y nacionalizó 85 empresas basadas en Uganda con propietarios británicos. Ese año las relaciones con Israel se rompieron, pues aunque el Estado hebreo había suministrado armamento a Uganda, en 1972 Idi Amin expulsó a asesores militares israelíes, se convirtió en un abierto crítico de Israel y se volvió aliado de la Libia de Gadafi y la Unión Soviética para conseguir apoyos. A cambio, Gadafi le proporcionó ayuda financiera a Uganda. En el documental francés de 1974 General Idi Amin Dada el dirigente ugandés habla de sus planes de guerra contra Israel usando paracaidistas, bombarderos y escuadrones suicidas. Después dijo que «Hitler hizo bien quemando seis millones de judíos».
La Unión Soviética, deseosa de contar con aliados africanos ricos en materia prima, se convirtió en el mayor proveedor de armas de Amin, mientras que Alemania Oriental estuvo involucrada en entrenar y equipar la "Unidad de Servicios Generales" y la "Oficina Estatal de Investigación" de Amín, dos agencias que eran conocidos por practicar el terrorismo gubernamental y la represión política. Durante la posterior invasión ugandesa de Tanzania, la Alemania Oriental trató de eliminar las evidencias de su participación en esas agencias.
En 1973, el embajador estadounidense Thomas Patrick Melady recomendó que los Estados Unidos redujeran su presencia en Uganda, y describió el régimen de Amin como «racista, errático, impredecible, brutal, inepto, belicoso, irracional, ridículo y militarista». De acuerdo con esto, el país norteamericano cerró discretamente su embajada en Kampala.
En junio de 1976 Idi Amin permitió aterrizar en el aeropuerto de Entebe a un avión de Air France que había sido secuestrado por dos miembros del Frente Popular para la Liberación de Palestina-Maniobras Externas y otros dos de Células Revolucionarias. En esa crisis el gobierno de Francia insta a Amin Dada, que está cerca de los países occidentales, a que acepte recibir el avión para evitar que los secuestradores busquen refugio en un país más lejano a nivel diplomático. El dictador ugandés sólo fue advertido cuando el avión ya estaba sobrevolando Entebbe y el comando palestino le negó el acceso al avión a tropas ugandesas. Ya en Kampala, a los secuestradores se les unieron tres más. Poco después, 156 rehenes no judíos, que no tenían pasaportes israelíes, fueron liberados y puestos a salvo, mientras que 83 judíos y ciudadanos israelíes, además de otras veinte personas que rehusaron abandonarlos (entre los que se encontraban el capitán y los tripulantes franceses del avión de Air France), continuaron secuestrados. En la posterior operación israelí de rescate, llamada en código Operación Thunderbolt pero popularmente conocida como Operación Entebbe, desarrollada en la noche del 3 al 4 de julio de 1976, un grupo de comandos israelíes volaron desde Israel, se hicieron con el control del aeropuerto ugandés tras breve lucha y liberaron a casi todos los rehenes. Tres rehenes murieron durante la operación y otros diez resultaron heridos; además, también resultaron muertos los siete secuestradores, unos 45 soldados ugandeses y un comando israelí, Yonatan Netanyahu. Un cuarto rehén, Dora Bloch, una anciana judía de nacionalidad británica y de 75 años que había sido llevada al Hospital Mulago de Kampala antes de la operación, fue asesinada después en represalia. El incidente agrió todavía más las relaciones internacionales de Uganda y llevó al Reino Unido a cerrar su Alto Comisionado en el país africano.

Amin en la toma de posesión de William R. Tolbert, 19.º presidente de Liberia (1976).

La Uganda de Amin se embarcó en una gran militarización, algo que generó preocupación en la Kenia gobernada por Jomo Kenyatta. A principios de junio de 1975 funcionarios keniatas incautaron en el puerto de Mombasa un gran convoy de armas de fabricación soviética en camino a Uganda. La tensión entre Uganda y Kenia llegó a su clímax en febrero de 1976, cuando Amin anunció que iba a investigar la posibilidad de que partes del sur de Sudán y el oeste y centro de Kenia, incluyendo zonas hasta 32 km de Nairobi, fueran históricamente "parte de la Uganda colonial". El gobierno de Kenyatta respondió con la declaración de que Kenia no perdería «una sola pulgada de territorio». Amin se echó atrás cuando el ejército keniata desplegó tropas y vehículos blindados en la frontera entre ambos países.

## Deposición
En 1978 el número de partidarios y asociados de Amin se había reducido significativamente, y se enfrentaba a una disidencia cada vez mayor de la población ugandesa, pues la economía y la infraestructura se habían derrumbado por años de negligencia y abuso. Después de la muerte del obispo Luwum y los ministros Oryema y Ofumbi Obot en 1977, varios ministros de Amin desertaron o huyeron al exilio. En noviembre de 1978, después de que el vicepresidente de Amin, el general Mustafa Adrisi, resultara herido en un accidente de coche, las tropas leales a él se amotinaron. Amin envió soldados contra los amotinados, algunos de los cuales huyeron por la frontera con Tanzania. Ello sirvió de excusa para que Amin acusara al presidente tanzano, Julius Nyerere, de hacer la guerra contra Uganda y para que ordenara la invasión de territorio de Tanzania, anexionándose formalmente una parte de la región de Kagera, junto a la frontera.
En enero de 1979 Nyerere movilizó la Fuerza de Defensa Popular de Tanzania y contraatacó junto con varios grupos de exiliados ugandeses que se habían unido en el Ejército de Liberación Nacional de Uganda. El ejército de Amin tuvo que retirarse y, a pesar de la ayuda militar de la Libia de Gadafi, Amin se vio forzado a huir al exilio en helicóptero el 11 de abril de 1979, cuando Kampala fue capturada. Escapó primero a Libia, donde permaneció hasta 1980, y finalmente se estableció en Arabia Saudita, donde la familia real saudí le dio asilo y le pagó un generoso subsidio a cambio de permanecer alejado de la política. Idi Amin vivió muchos años en las dos últimas plantas del hotel Novotel de Yeda.

## Exilio y fallecimiento
Brian Barron, que cubrió la guerra entre Uganda y Tanzania para la BBC como corresponsal en jefe para África en Nairobi, localizó a Amin en 1980 y logró la primera entrevista con él desde su deposición. En las entrevistas que concedió durante su exilio en Arabia Saudita, Amin sostenía que Uganda lo necesitaba y nunca expresó remordimientos por la naturaleza de su régimen. En 1989 intentó regresar a Uganda, al parecer para liderar un grupo armado organizado por el coronel Juma Oris, pero cuando llegó a Kinsasa, Zaire (ahora República Democrática del Congo), el presidente Mobutu Sese Seko lo puso bajo arresto domiciliario virtual según los informes, las autoridades dijeron que había abusado de su hospitalidad y que no se le permitiría regresar.
El 20 de julio de 2003 una de sus esposas, Madina, informó que Idi Amin se encontraba en estado de coma y cerca de la muerte en el hospital Rey Faisal de Yeda, Arabia Saudita, a causa de una insuficiencia renal. Madina pidió al presidente ugandés, Yoweri Museveni, que permitiera a Amin regresar a Uganda el resto de lo que le quedaba de vida, pero este contestó que tendría que «responder por sus pecados en cuanto estuviera de vuelta». Amin murió en el hospital de Yeda el 16 de agosto de 2003 y fue enterrado en el cementerio Ruwais de la misma ciudad.

## Familia y asociados

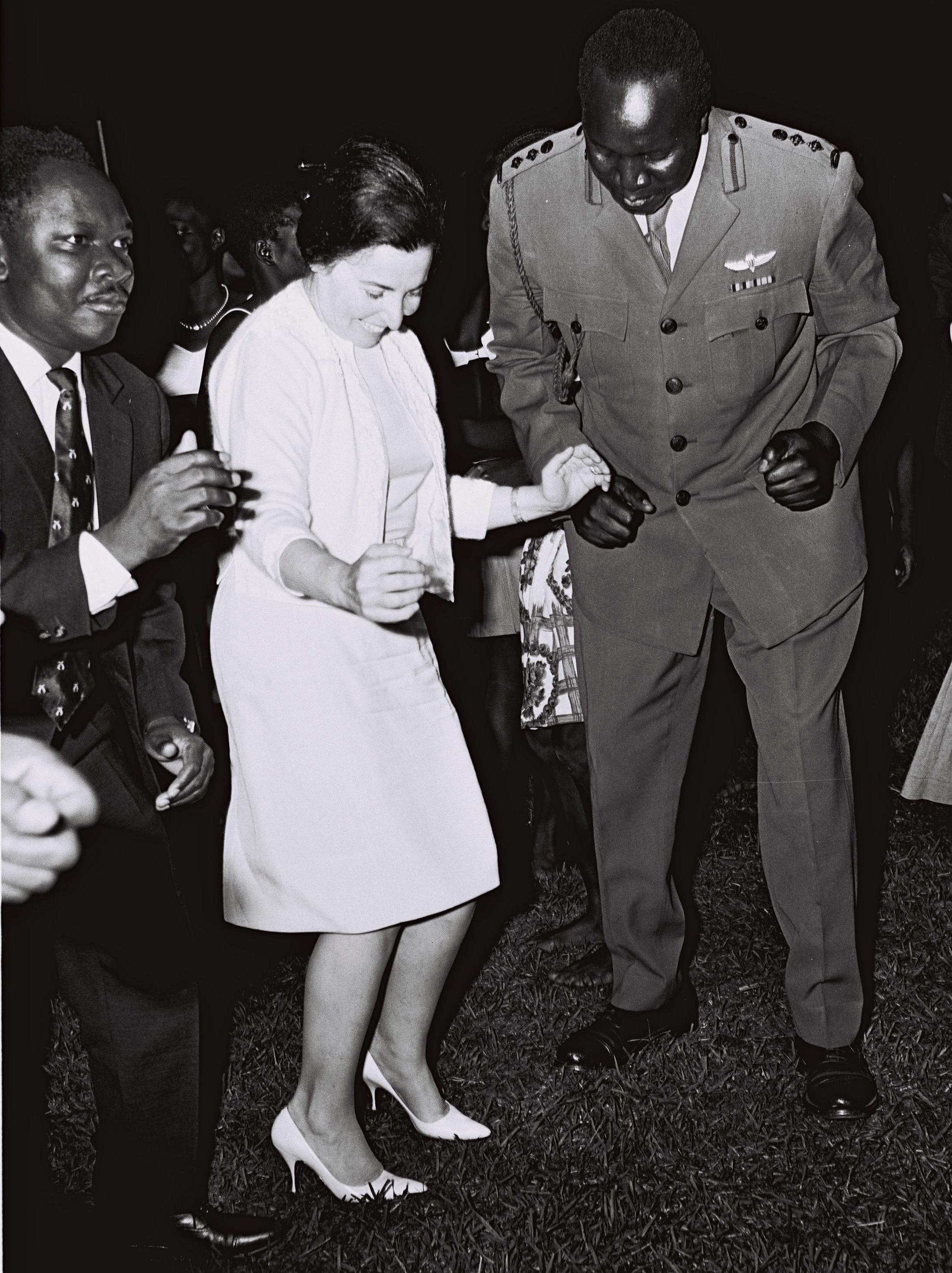
Amin (derecha) bailando en 1966 con Miriam Eshkol, esposa del entonces primer ministro de Israel, Levi Eshkol.

Idi Amin era polígamo y se casó con al menos seis mujeres, de tres de las cuales se divorció. Se casó con sus dos primeras esposas en 1966, Malyamu y Kay, al año siguiente con Nora y en 1972 con Nalongo Madina. El 26 de marzo de 1974 anunció, en Radio Uganda, que se había divorciado de Malyamu, Nora y Kay. Malyamu fue arrestada en Tororo, en la frontera con Kenia, en abril de 1974 y acusada de intento de contrabando con un rollo de tela en Kenia. Más tarde se trasladó a Londres. En agosto de 1975, durante la cumbre de la Organización para la Unidad Africana en Kampala, Amin se casó con Sarah Kyolaba. El novio de Sarah, que había vivido con ella desde antes de conocer al presidente, desapareció y nunca más se supo de él. En 1993 Amin vivía con el noveno de sus hijos y con una única mujer, Mama a Chumaru, la madre de sus últimos cuatro hijos. Su último descendiente conocido fue una hija llamada Iman, nacida en 1992. De acuerdo con el periódico The Monitor, Amin se volvió a casar pocos meses antes de su muerte en 2003.
Las fuentes difieren ampliamente sobre el número de hijos que engendró, pero la mayoría afirma que entre 30 y 45. Hasta el año 2003, Taban Amin, nacido en 1955 e hijo mayor del dictador, fue el líder del Frente de la Orilla Occidental del Nilo, un grupo rebelde opuesto al gobierno de Yoweri Museveni. En 2005 Museveni le ofreció la amnistía y al año siguiente fue nombrado director general adjunto de la Organización de Seguridad Interna. Otro de los hijos de Amin, Haji Ali Amin, se presentó a las elecciones de alcalde de la ciudad de Njeru en 2002 pero no fue elegido. A principios de 2007 el estreno de la premiada película El último rey de Escocia llevó a uno de sus hijos, Jaffar Amin (nacido en 1967 y décimo hijo), a hablar en defensa de su padre y decir que estaba escribiendo un libro para rehabilitar la reputación de su progenitor. El 3 de agosto de 2007 Faisal Wangita, hijo de Amin nacido en 1983, fue condenado por su implicación en un asesinato en Londres. La madre de Wangita fue la quinta esposa de Idi Amin, Sarah Kyolaba, una exbailarina conocida como «Sarah suicidio» porque fue bailarina de la Banda del Regimiento Mecanizado Suicida del Ejército Revolucionario Ugandés.
Entre los colaboradores más cercanos de Amin estaba el británico Bob Astles, que por algunos es considerado una influencia maligna y por otros una presencia moderadora. Isaac Malyamungu fue un afiliado instrumental y uno de los oficiales más temidos en el ejército de Amin.

## Comportamiento errático y títulos autootorgados

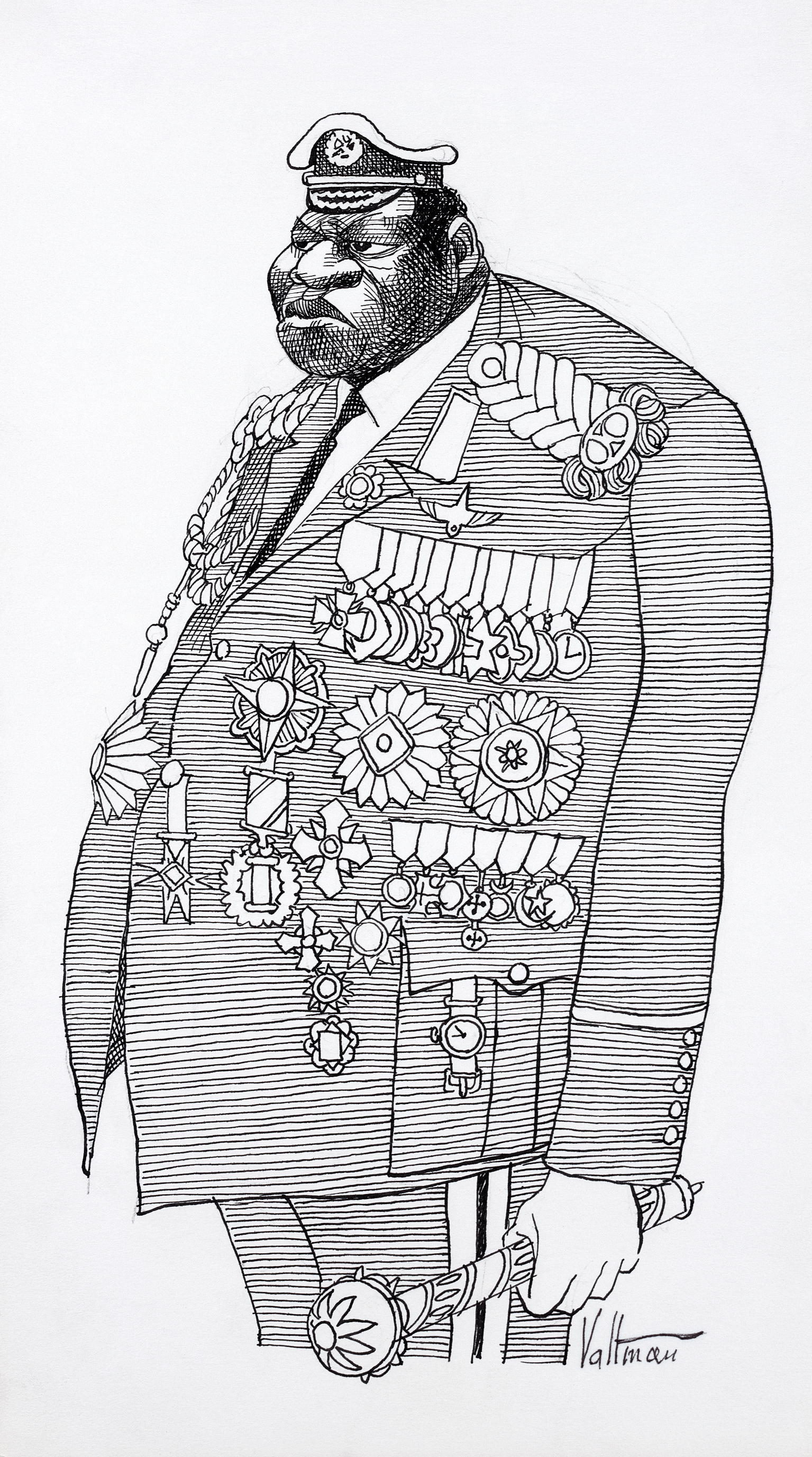
Caricatura de Idi Amin por Edmund S. Valtman.

Con el paso de los años el comportamiento de Idi Amin se volvió más errático, impredecible y escandaloso. Después de que el Reino Unido rompiera las relaciones diplomáticas con su régimen en 1977, Amin declaró que había derrotado a los británicos y se condecoró a sí mismo con el título de «Conquistador del Imperio Británico», CBE en sus siglas en inglés. Su título completo y autootorgado era «Su Excelencia el presidente vitalicio, mariscal de campo Alhaji Dr. Idi Amin Dada, VC, DSO, MC, señor de todas las bestias de la tierra y peces del mar y conquistador del imperio británico en África en general y en Uganda en particular», sin olvidar que era pretendiente al trono de rey de Escocia. No fue galardonado con la Orden del Servicio Distinguido o una Cruz Militar, pero sí se confirió un doctorado en leyes de la Universidad Makerere y creó la Cruz Victoriosa para emular la Cruz Victoria británica.
Amin se convirtió en protagonista de rumores y mitos, incluida la creencia muy difundida de que era caníbal. Algunos de los rumores sin fundamento, como que mutiló a una de sus esposas, fueron difundidos y popularizados en los años 1980 por la película Rise and Fall of Idi Amin y reflejados en la más reciente El último rey de Escocia.

## Retrato en los medios de comunicación
Durante los años de Amin en el poder los medios de comunicación extranjeros lo retrataron como una figura excéntrica y cómica. En 1977 un artículo de la revista Time lo describió como «payaso y asesino, bufón de gran corazón», una opinión sobre Amin muy extendida entonces. Los medios extranjeros llegaron a ser criticados por los exiliados y desertores ugandeses por centrarse en los gustos excesivos y excentricidades de autobombo de Amin y restar importancia o excusar su comportamiento criminal. Otros han llegado a sugerir que Idi Amin cultivó deliberadamente esta reputación de bufón excéntrico en los medios extranjeros con el fin de calmar la preocupación internacional por su administración de Uganda.

### Cine y televisión
- Victoria en Entebbe (Victory at Entebbe, 1976), película para televisión sobre la Operación Entebbe en la que Julius Harris interpreta a Idi Amin.
- Brigada antisecuestro (Raid on Entebbe, 1977), otra producción para televisión que recrea el secuestro de Entebe. Yaphet Kotto es Amin.
- Operación Relámpago (Mivtsa Yonatan, 1977), película israelí sobre la liberación del avión secuestrado, con Mark Heath en el papel de Idi Amin.
- Rise and Fall of Idi Amin (1981), recrea las atrocidades de Idi Amin, rol que recae en Joseph Olita.
- Mississippi Masala (1991). Protagonizada por Denzel Washington y con Joseph Olita de nuevo como Amin en un breve cameo, la película se centra en la expulsión de los indios de Uganda.
- El último rey de Escocia (2006). Adaptación de la novela homónima de Giles Foden. Por su papel de Idi Amin el actor Forest Whitaker ganó el Óscar a mejor actor, el BAFTA, el premio del Sindicato de Actores y el Globo de Oro.

### Documentales
- General Idi Amin Dada: A Self Portrait (1974), dirigida por el cineasta francés Barbet Schroeder.
- Idi Amin: Monster in Disguise (1997), documental televisivo dirigido por Greg Baker.
- The Man Who Ate His Archbishop's Liver? (2004), documental para televisión escrito, producido y dirigido por Elizabeth C. Jones para Associated-Rediffusion y Channel 4.
- The Man Who Stole Uganda (1971)
- Inside Idi Amin's Terror Machine (1979)
- "Un día en la vida de un dictador" (2015) The History Channel

### Libros
- Payasos y monstruos: Bokassa, Idi Amin Ada, Mobutu, Sese Seko. Dictadores africanos que se creían dioses (2006), de Albert Sánchez Piñol.

- Idi Amín, anatomía de un tirano Frank Goldenberg
- Un estado sangriento:la historia íntima de Idi Amín (1977), de Henry Kyemba
- The General Is Up, de Peter Nazareth
- Ghosts of Kampala: The Rise and Fall of Idi Amin (1980), de George Ivan Smith
- El último rey de Escocia (1998), de Giles Foden (ficción)
- Idi Amin Dada: Hitler in Africa (1977), de Thomas Patrick Melady
- General Amin (1975), de David Martin
- The Collected Bulletins of Idi Amin (1974) y Further Bulletins of President Idi Amin (1975), de Alan Coren
- I Love Idi Amin: The Story of Triumph under Fire in the Midst of Suffering and Persecution in Uganda (1977), de Festo Kivengere
- Impassioned for Freedom: Uganda, Struggle Against Idi Amin (2006), de Eriya Kategaya
- Confessions of Idi Amin: The chilling, explosive expose of Africa's most evil man – in his own words (1977), reunidas por Trevor Donald
- Kahawa de Donald Westlake
- Hollywood de Charles Bukowski (1989)